# 경동교회

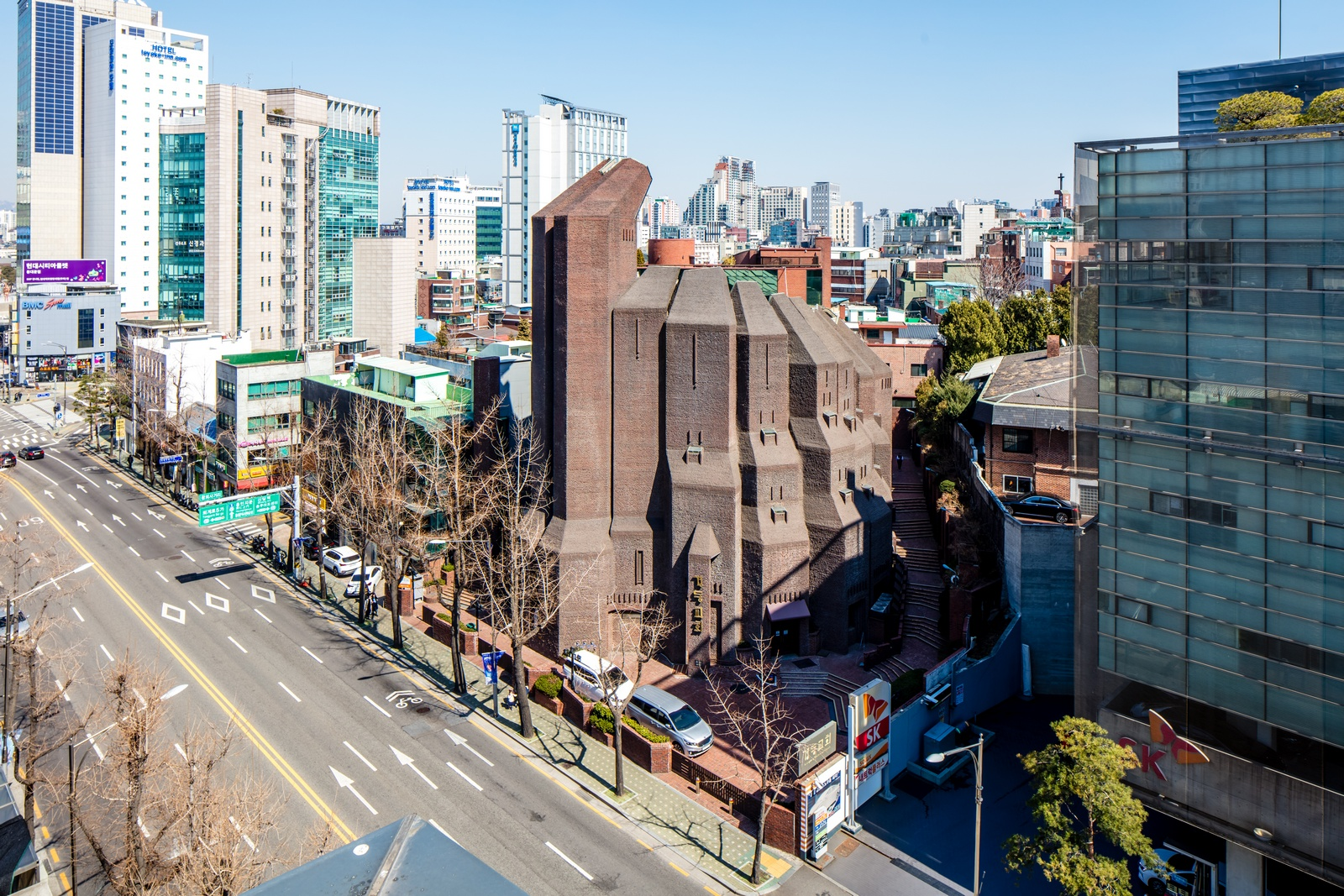
건축가 김수근이 설계한 경동교회

경동교회(京東敎會, Kyungdong Presbyterian Church)는 서울특별시 장충동 소재의 장로교 교회이다. 1945년 광복 직후, 일제시대에 사용되던 천리교 교당을 종교 적산으로 불하받아 허물고 그 터에 세워진 선린형제단을 그 시초로 삼는다. 이후 야고보 교회로 이름을 바꿨다가 경동교회로 다시 변경하였다. 한국기독교장로회 소속이다.
한국기독교장로회의 대표적인 교회 중 하나로, 김재준 목사, 강원룡 목사 등 한국 개신교의 대표적 진보 성향 목사들이 담임목사로 재직했다. 현재는 에큐메니컬 운동에 앞장서고 있다.
현임 담임목사 겸 당회장은 임영섭 목사이다.

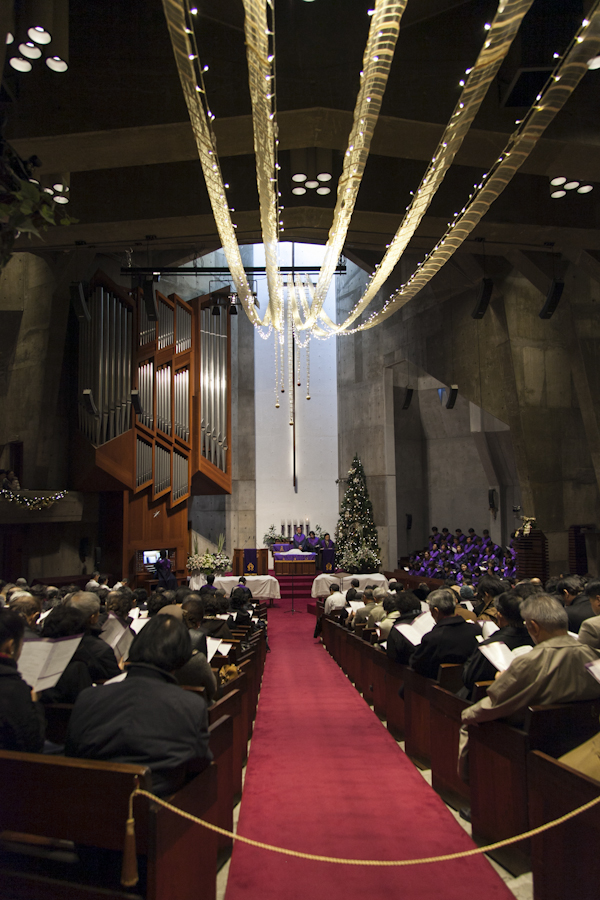
경동교회 내부

## 역사

### 설립
대한민국이 일제로부터 광복 된 직후, 일본의 토착 종교인 천리교 사원이 한국 종교 단체들에 불하된다. 이 가운데 교회로 전환된 곳이 세 곳이 있었다. 바로 영락교회(예장), 성남교회(기장) 그리고 경동교회로서, 이로 인해 세 교회는 1945년 12월 2일로 창립일이 같다.
광복 후 최초로 설립된 개신교 교회 세 곳 중 하나인 경동교회는 중구 장충동 1가 26-1번지에서 30여 명의 어린이와 학생들이 선린형제단이라는 이름으로 모여 첫 예배를 드린 것을 시초로 삼는다. 선린형제단은 김재준 목사와 강원용 목사 등이 세운 전도 조직이었으나, 해방전후 시기에 중국 간도 용정 및 한반도 북부 지역에서 활동하던 도중 공산당의 압박으로 인해 남한으로 월남하여 지금의 경동교회 자리에 터를 잡은 것이다.  당시 38선에 의한 분단으로 38선 이북에서 온 학생들은 학비 조달의 길이 막혀버렸고, 이런 학생들이 장충동 1가 현재 경동교회 터에 있었던 천리교 건물에 유숙한 것이다. 그런데 이때 선한 사마리아 사람들의 일터를 만들기에 앞서 우선 하나님을 섬기는 제단부터 세워야 한다는 취지에 따라, 예배를 드리는 일을 먼저 시작했던 것이다.
참고로, 이때 선린형제단의 별칭으로 야고보전도관이라고 하였는데, 성경의 인물로 신앙의 실천을 강조한 야고보와 같이 행동으로 믿는 사람들의 모임이라는 의미이다. 창립 당시 이 모임은 초교파적인 성격을 지니고 있었으나, 지도자 격인 김재준 목사가 장로교 목사인 이유로 인해 장로교 교단에 속하게 된다. 1947년 김재준 목사가 속해 있는 경기노회의 요구로 인해 경동교회로 이름을 개칭한다.

### 강원룡
경동교회의 창립을 주도한 인물은 단연 김재준 목사였으나, 그는 목회보다는 신학 교육에 뜻이 뚜렷했던 인물이었다. 한신대학교의 전신인 조선신학교의 창립에 참여한 인물이었던 김재준 목사는, 교회보다는 학교 일을 우선에 두었고, 이러한 사정으로 인해 경동교회는 설립 당시 청년이었던 강원룡의 주도 하에 틀을 잡아간다. 특히 강원룡 목사가 1949년 목사 안수를 받은 후 시무목사로 재직하게 되면서, 경동교회는 강원룡 목사의 비전으로 나아가게 된다.
반유신, 민주화 운동에 앞장섰던 강원룡 목사의 영향으로, 1980년대 민주화 이전까지의 경동교회는 사회 참여의 색채를 강하게 띠게 된다. 이러한 움직임은 1965년 설립된 크리스챤 아카데미를 중심으로 한 운동으로 두드러진다. 독재정권에 비협조적이었던 성격으로 인해 교회와 강원룡 목사는 정치적 탄압을 경험한다. 강원룡 목사는 전태일의 죽음에 대한 설교 한 알의 밀알로 인해 중앙정보부에 연행되었다 풀려났고, 1964년 이후 매년 성탄절에 라디오로 방송되던 성탄 예배 중계가 예고도 없이 당일 갑작스레 중단되는 사태가 일어난다. 뒤이어 라디오를 통한 예배 중계가 중단되고, 심지어 1979년에는 크리스챤 아카데미 사건으로 강원룡 목사가 중앙정보부에 연행되었다가 3일 후에 풀려나기도 했다. 강원룡 목사는 자신의 저서 역사의 언덕에서에서 "박정희 대통령과의 불화로 많은 박해를 받았지만 비굴하게 자기의지와 신앙의 양심을 저버리지 않았다"고 고백하기도 했다.
한편, 강원룡 목사 시절의 경동교회는 틀을 허무는 문화선교가 두드러진 시기였다. 성탄절과 부활절 그리고 창립 기념 주일 등 각종 절기에는 마임극, 연극 등을 상연했고, 경건주의의 벽을 허물고 대중문화와 소통했다. 1969년에는 윤형주, 조영남, 송창식 등을 초청하여 통기타 예배를 진행하기도 했다. 특히 개신교의 절기 중 하나인 추수감사절을 미국식으로 11월 셋째 주에 지내지 않고 우리 민족의 명절인 추석과 맞추어 지내기 시작하였다.

### 강원룡 이후
1982년 강원룡 목사는 당회에 사의를 표명하고, 김호식, 이동준, 김경재, 박종화 목사를 거쳐, 2015년 채수일 목사가 담임목사로 취임하여 현재에 이른다.

## 건축

### 외관
현재 경동교회가 사용하는 교회 건물은 1981년 건축가 김수근이 설계한 형태로 수도원 형식으로 건축되었다. 경동교회는 도심 가운데에 있으면서도 도시의 큰 길로부터 틀어진 곳에 건물 입구를 두고 있다. 쉽게 말해서 큰길에서 예배당으로 들어오기 위해서는 교회 외벽을 빙 둘러 들어와야 한다는 의미이다. 교회를 향하여 들어오는 길목으로부터는 좌우 양면에 수많은 계단이 이어지는데 이는 예수가 최후의 순간 골고다로 향해 걸었던 길을 상징한다.
경동교회 건물은 겉으로는 굉장히 과묵하고 약간 돌아선 것 같은 배타적인 모습을 한 것처럼 보이지만, 사실 그 공간을 자세히 들여다보면 도시를 향해서 굉장히 따뜻한 공간을 배려하고 또 혼란스러운 도시풍경에서 굉장히 정제된 건축의 모습을 보여준다는 점에서 의의가 있다.
경동교회는 일반적인 개신교 교회와는 달리 교회 외관에 십자가가 드러나지 않는다. 대신 서로 다른 높이의 기둥이 모여 하나의 매스로 건물 형태를 띠고 있는 구조이다. 그런데 이 외관은 보는 이들에게 다양한 상상력을 불러일으킨다. 혹자는 경동교회 건물의 외관이 기도하는 손을 닮았다고 하고, 다른 사람들은 횃불, 혹은 첨탑을 옆으로 본 모습을 닮았다고도 한다.

### 예배당
예배의 장소인 예배당(2층)은 하나님과 인간의 수직적 만남을 상징하도록 디자인 되었으며, 설교대와 성찬대 및 세례대가 나란히 설치되어 있다. 이는 말씀과 성례전의 조화를 상징하는 것이다. 예배당 안으로 들어서면 제단 위 정면에 큰 십자가가 보이고, 입구에는 여러 개의 십자가가 스테인드글라스로 표현되어 있다. 이는 제단의 십자가를 향해 모여드는 교인들이 예배 후 세상을 향해 흩어질 때에는 입구 가운데 표현된 형형색색의 십자가 문을 통과하며 각자가 십자가를 걸머지고 역사의 현장으로 가아가야 함을 상징한다.
예배당 내부는 노출 콘크리트를 사용하였다. 콘크리트의 질감을 그대로 살린 내부는 고대 기독교 예배소인 카타콤을 연상시키어 원초적인 엄숙함과 경거함을 느끼게 해준다.
경동교회는 1981년 건축때부터 예배용 악기로 파이프 오르간을 중심에 두기로 정하고, 예배당 내부를 설계할 때 파이프 오르간의 조화를 이룬 공간과 음향을 최대한 살린 건축양식을 채택했다. 따라서 파이프 오르간은 경동교회 예배당 구조에서 가장 중요한 위치를 차지하고 있다.

### 여해문화공간
예배당 위층(3층)은 여해문화공간으로, 객석 300여석의 연극, 문화, 음악 공연장으로서 설비를 갖추고 있다. 건축 당시 예배당 위층은 천장이 없는 야외 원형극장으로 설계되었는데, 이는 이 공간을 신과 인간, 인간과 인간의 만남이 이뤄지는 장이 되기를 바랐던 김수근의 뜻이 반영된 것이다. 그는 자신의 저서 「하늘로 열리다」에서 “교회건축이 가지는 상징성은 그 자체로서 신도, 비신도를 가리지 않는다”며 “그들이 어디서 무엇을 하든지 마음의 근원을 기억하게 해주는 형태 자체에 독자성이 부여될 필요가 있다”고 말했다. 그러나 현재 이 공간에는 천장이 덧입혀져있다.
경동교회가 1974년부터 진행해 온 신앙의 토착화 작업과 기독청년문화 활성화와 맞물려, 여해문화공간에서는 연극, 무용극, 음악회, 뮤지컬, 마당극 등의 공연예술 활동이 이루어졌다. 최근에는 저예산으로 이루어지는 다양한 영상물과 공연들의 상영장으로도 인기가 높다.

### 기타
예배당 아래층(1층)은 일종의 친교실로 인간과 인간의 만남의 장소로 만들어져 있다. 이곳에서 예배 후 공동식사와 각종모임이 이루어진다. 본당 예배당이 엄숙하고 조금은 무겁고 경건한 양태임에 비하여 친교실은 밝고 따뜻한 분위기를 띈다. 이외 부속건물들(선교관 및 교육관)이 있다.

### 건축 비판
- 설계상의 문제로 인해 장마철에 누수가 심하다. 벽돌건물의 특성상 벽돌이 비를 머금었다가 한꺼번에 쏟아내기 때문에 어느 곳에서 누수가 발생할 지 예측하기가 힘들기 때문에 피해가 더 크다. 장마철 누수는 특히 예배당 앞쪽 성가대 방향에서 심하며, 이 경우 양동이를 사용하여 미관 상 좋지않은 경우가 발생한다.[11] 2007년 이를 보수하는 공사를 실시했는데, 이 과정에서 건물이 훼손되었다는 의혹이 있다.
- 1층과 2층 사이의 환기에 문제가 있어서 2부예배 무렵에 1층에서 올라오는 음식냄새로 예배에 방해가 된다는 의견이 있다.
- 김수근과 예배당 건물을 설계한 건축가 승효상은, 오늘날 경동교회의 본당 건물이 김수근 선생의 본 의도와 다른 방향으로 개조되었으며, 특히 건축당시 천장이 없는 열린 공간으로 설계된 예배당 위층(3층)의 경우, 천장을 만들어서 하늘을 막은 것은 큰 실수라고 언급했다.[12]

## 신학

### 예배형식
경동교회는 전례적 예배를 지향하는 교회이다. 이에 따라 경동교회의 예배는 기본적으로 말씀선포와 성만찬을 중심축으로 하고 앞부분에 하나님 앞으로 모여오는 모임예식이 있고 끝부분에 세상을 향해 나아가는 파송예식이 들어선다.
경동교회에서 예배를 구성하는 시편교독과 설교 성경본문 그리고 찬송은 모두 교회력을 바탕으로 채택하여 쓰고 있다. 더 나아가 목회자와 예배순서를 맡은자 및 성가대가 착용하는 예복 역시 한국전통예복을 중심으로 교회력에 따라 색상을 채택하여 입는다. 특히 성경본문은 교회력에 근거하여 1년 52주의 구절이 이미 정해져 있다. 매 주일에 배정된 설교 성경 본문은 구약, 복음서 그리고 서신서에서 가져온 세 구절로써, 설교자는 자기의 설교 주제에 따라 성경 구절을 자의적으로 취사 선택하는 것이 아니라 이미 지정된 세 본문을 바탕으로 설교를 진행한다.
설교 성경본문이 이미 정해져 있기 때문에 경동교회에서는 주보에 다음주일 설교 성경본문을 미리 예시한다. 예배에 참석하는 자들은 최소한 이미 공고된 성서본문을 미리 읽고 묵상하고 와야 한다는 교육적 의미가 있다. 더불어 성가대 지휘자로부터 예배당 꽃장식을 하는 화훼전문인까지 동일한 본문을 기초로 하나의 통일성을 이루도록 노력할 수 있다. 이렇게 사전 지정된 성경 본문을 기준으로 주일 설교와 성가대 찬양은 물론 꽃장식이나 대표기도, 그리고 교독문 구절까지 통일성을 이루기 때문에 경동교회의 꽉찬 예배는 국내를 넘어 유럽에서 상위 20%에 들어갈 정도로 유명하다.
이처럼 예배 전체의 모든 요소가 유기적이고 통일적으로 구성되기 때문에 경동교회는 설교뿐만 아니라 예배 전체를 인터넷으로 녹화 중계한다.
경동교회의 주일예배는 1부예배 오전 9:30, 2부예배 오전 11:30 두 차례에 걸쳐 진행되고, 수요일에는 오후 07:30에 예배가 있다.

### 설교
강원룡 이후 21세기 경동교회의 큰 틀을 잡은 전임 박종화 목사는 목회자이기 이전에 신학자로서 명성이 높은 인물로, 조직신학자 위르겐 몰트만로부터 직접 수학한 여덟 명의 신학 박사 중 한 명이다. 그럼에도 불구하고 박종화 목사의 설교는 신학을 대한 적이 없는 일반 신자들에게 더 큰 호소력을 발휘한다. 박종화 목사의 설교는 신학적인 개념을 날것으로 내놓는 것이 아니라 철저히 평신도의 입장에서 소화한 후 쉬운 어휘 선택을 통해 풀어내기 때문이다. 학자나 다른 사람의 어려운 말을 인용하지도 않으려고 노력한다. 신학적 용어를 빼고도 평신도들이 은혜가 무엇인가를 이해할 수 있도록 쉽게 말하자는 목표로, 박종화 목사는 음악을 전공한 부인에게 “이 말이 무슨 말인지 아느냐?”고 묻는다.
성서학자 정용섭 교수는 박종화 목사의 경동교회 설교가 교회력과 해석학을 두 기둥으로 잘 짜여져 있다고 평가했다. 교회력을 사용하는 것은 설교가 설교자 작위적으로 흐르는 것을 막는 역할을 하고, 해석학은 고대의 텍스트가 현재에 적용되기 위해 반드시 필요한 과정이다. 특히 해석학적인 면에서 박종화 목사의 설교는 원어 분석에 충실하되, 참고일 뿐 거기에 설교를 짜맞추지 않는다. 그의 주장에 따르면, "원어의 뜻은 확대되고 다시 해석되어야 한다. 그렇게 하지 못하는 것이 설교자들이 강단에서 종종 저지르는 실수다. 이것이 헬라어로 무슨 뜻이라는 것에서 끝나면 당시 상황을 못 벗어난다. 오늘의 상황이면 딴 언어를 썼을 거란 사실도 고려해야 한다는 뜻이다." 박종화 목사의 설교에서 나타나는 성서 텍스트 해석은 깊이, 행간, 문서비평, 영적 해석, 저자의 집필의도 등과 연결되어 있다. 모든 목사들은 이 모든 것을 신학교에서 어느 정도 배우고 졸업하지만, 목회 현장에서는 대체로 망각된다는 점에서 박종화 목사의 설교는 주목할 만하다.
그러나 박종화 목사의 설교는 매주 선택되는 성서의 세 본문(구약, 서신서, 신약) 모두를 아우르기는 하지만 경우에 따라 그 결합이 느슨해지고, 완성도가 떨어진다는 비판도 있다.

### 에큐메니즘
경동교회는 창립 당시 초교파적인 교회로 시작하였으며, 설립 이후 현재까지 에큐메니즘을 표방하고 있다. 일찍이 교회의 기틀을 잡은 강원룡 목사가 1961년 이래 세계 교회 협의회(WCC) 실행위원 및 중앙위원으로 활동한 바 있으며, 전임 박종화 목사 역시 제10차 세계 교회 협의회 총회 한국준비위원회 총회준비대회장을 역임했다.
이에 따라 경동교회는 교파나 교리에 함몰되지 않고, 국가와 체제 교리를 초월하여 참 기독교이라면 연대한다는 에큐메니즘에 앞장서고 있다.

#### 기독교대한감리회 남산교회와의 교환예배
경동교회는 2015년 광복절 기념으로 기독교대한감리회 남산교회와 교환예배를 드렸다. 두 교회는 1945년 같은 날에 설립된 소위 해방둥이 교회로서, 광복 70주년을 맞이하여 우애를 다지는 계기를 마련한 것이다. 이 행사에서 경동교회의 박종화 목사와 성가대가 남산교회에 가서 예배를 드렸으며, 남산교회의 이원재 목사와 성가대원들이 경동교회에 와서 예배를 드렸다. 다만 예배의식은 각 교회 고유의 것을 유지하여서, 경동교회 예전에 이원재 목사가 설교만 맡는 형식을 취했다.

#### 성공회와의 교환예배
경동교회는 매년 한 차례 성공회 서울주교좌대성당과 교환예배를 드린다. 이 날은 성공회 성당은 경동교회 예배의식에 따라 예배를 드린다. 이 날은 경동교회 성가대와 담임목사가 성공회에서 예배를 인도하다. 성공회 성당은 경동교회에서 성공회 신부와 성가대와 함께 내왕하여 예배전체를 성공회예전에 따라 예배를 드린다. 이는 초교파적 강단교류를 넘어서서, 예배의식 전체를 포괄하는 예전 교류로 세계에서 유래를 찾기 힘은 것이다.

#### 한.독 연합예배

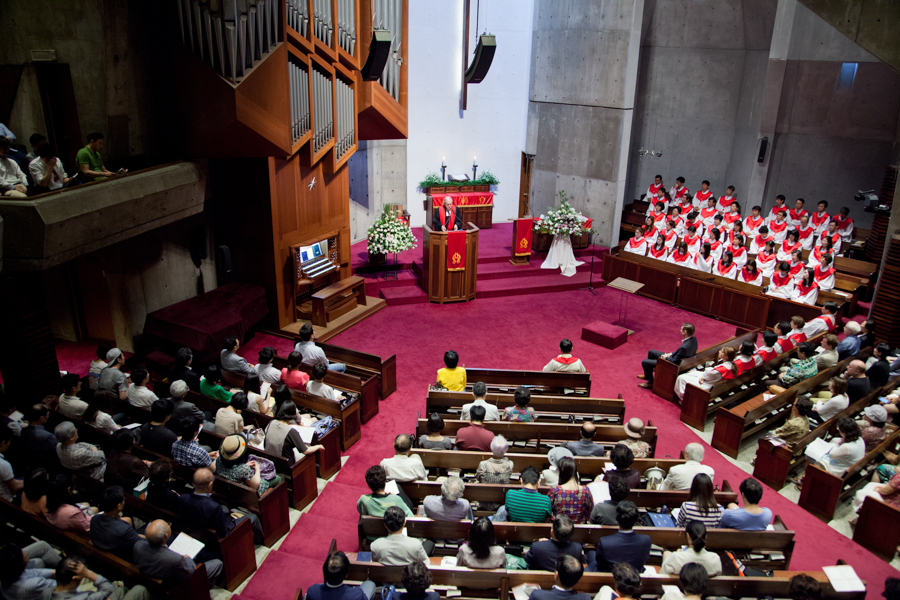
한-독 연합예배

또한 경동교회는 매년 5월 주한독일인교회와 연합예배를 드린다. 양 교회 목회자와 당회원 및 제직들이 한데 섞여 예배순서를 분담하고 예배후의 친교를 함께 나눈다. 예배는 독일어와 한국어 이중언어로 진행된다.

## 논란

### 경동교회 통기타 예배사건
오늘날 개신교 교회 예배당에서 현대 대중음악의 악기인 기타와 드럼 그리고 건반을 이용하여 CCM을 부르는 것은 흔한 일이다. 그러나 1960년대까지 보수적이었던 한국교회에서는 19세기 서양음악 중심의 찬송가만이 교회에서 사용되었다. 이러한 보수적 풍토에 CCM이 도입되게 된 계기는 1969년 경동교회 통기타 사건이다.
당시 경동교회의 강원룡 담임목사는 조영남, 송창식, 최영희, 윤형주가 교회내에서 대중음악인으로서 괴로움을 겪고 있는 현실을 파악하고 이들 어린 양들에게 용기를 주기 위해 각각 다른 교회의 신자인 이들을 1969년 11월 2일 밤 7시에 모두 경동교회에 불러모아 '새로운 리듬의 밤'이라는 제목으로 예배를 연다. 이 예배에는 500여명의 젊은이들이 참가했다. 먼저 팝송이자 미국 흑인 민요인 <목화밭>을 부른 다음 찬송가인 <샤론들에 핀 백합화> <주여 기억하소서> 등 10여곡을 통기타 반주로 불렀고 청중들은 숨죽이며 듣고 있다가 열광적으로 박수를 보냈다.
논란은 거셌다. 보수적인 기독교계에서는 '사탄의 음악으로 교회당을 나이트 클럽으로 만든 처사'라고 강력 비판했다. 그러나 강원룡 목사가 CBS 라디오에서 이에 대해 토론해보자고 자리를 마련했을 때에는 반대편 토론자로 아무도 나오지 않아 맥이 빠져버렸다. 50년의 세월이 지난 현재, 보수적인 개신교 교단은 물론 가톨릭에서도 현대적인 악기를 적극 사용하는 실상으로 비추어 볼 때 강원룡 목사의 생각이 시대에 앞섰다고 말할 수 있겠다.

### 벙커1교회의 설립계기
시사평론가 김용민은 2012년 총선 패배 이후 첫 주일인 4월 15일, 경동교회의 인터넷 예배 생중계를 보다가 박종화 목사가 설교 도중 이번 총선의 꼴불견이라며 김용민이 속한 나꼼수와, 총선만 되면 기독교 이름을 걸고 떳다방식으로 출몰하는 아무개당을 지목했다. 차마 더는 들을 수 없었던 그는, 기성교회에 실망한 이들이 모여서 함께 예배할 수 있는 공동체로 벙커1교회를 설립하게 된다.

### 사탄의 교회
경동교회는 근본주의 진영으로부터 종교 다원주의를 옹호하고 가톨릭과의 야합을 꿈꾸는 교회로 저격당하는 대표적인 교회이다. 특히 미국의 한인 정착교회인 골든벨교회의 경우, 다른 교회에 대한 언급도 없이 경동교회만을 저격하여 "사단의 전술의 앞잡이"라는 원색적 비난을 하는 것으로 유명하다. 경동교회 측에서는 별도로 반박하지 않고 있다.

## 관련 인물
- 강원룡 목사
- 김성주 아나운서
- 김재준 목사
- 송창식 가수
- 정갑영 연세대학교 총장
- 조영남 가수

## 같이 보기
- 한국기독교장로회
- 에큐메니컬 운동
- 김재준
- 강원룡
- 성공회 서울주교좌대성당